# Abraham Tendlau
Abraham Moses Tendlau (* 1802 in Wiesbaden; † 1878 ebenda) war ein deutscher jüdischer Volkskundler.
Ab den 1830er Jahren entstanden mehrere Anthologien jüdischer Sagen und Legenden, die fast ausnahmslos auf Talmud und Midrasch beruhten. Tendlau nahm 1842 erstmals auch mittelalterliche und frühneuzeitliche Sagenstoffe in sein Buch der Sagen und Legenden jüdischer Vorzeit auf und erweiterte damit das jüdische Sagenkorpus in entscheidendem Maße. Das Werk erschien in mehrfach erweiterten Auflagen und war eines der populärsten Anthologien jüdischer Sagen im 19. Jahrhundert.

## Hauptwerke
- Das Buch der Sagen und Legenden jüdischer Vorzeit, 1842. (Digitalisat)
  - Zweite vermehrte Auflage, 1845 (Digitalisat)
  - Dritte vermehrte Auflage, 1873 (Digitalisat)
- Fellmeiers Abende: Mährchen [sic] und Geschichten aus grauer Vorzeit, 1856 (Digitalisat)
- Sprichwörter und Redensarten deutsch-jüdischer Vorzeit, 1860 (Digitalisat)